# Glossosoma nichinkata
Glossosoma nichinkata är en nattsländeart som beskrevs av Schmid 1971. Glossosoma nichinkata ingår i släktet Glossosoma och familjen stenhusnattsländor. Inga underarter finns listade i Catalogue of Life.